# برمجيات متعددة المنصات

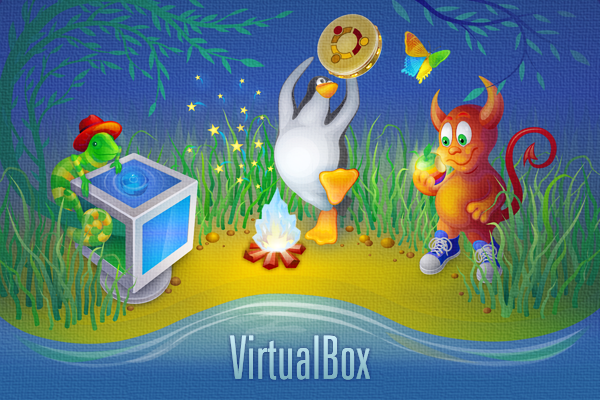
فيرشوال بوكس حول الشاشة مع تمثيلات لجميع منصات أنظمة تشغيل سطح المكتب الرئيسية

في مجال الحوسبة، يُعد البرنامج متعدد المنصات (يُسمى أيضًا برنامجًا متعدد المنصات، أو برنامجًا مستقلاً عن منصة، أو برنامجًا مستقلاً عن منصة) برنامجًا حاسوبيًا مصممًا للعمل في العديد من منصات الحوسبة. تتطلب بعض البرامج متعددة المنصات إنشاءً منفصلاً لكل منصة، ولكن يمكن تشغيل بعضها مباشرةً على أي منصة دون تحضير خاص، حيث يتم كتابتها بلغة مفسرة أو تجميعها إلى شيفرة بايت محمول حيث تكون المترجمات أو حزم وقت التشغيل مكونات مشتركة أو قياسية لجميع المنصات المدعومة.
على سبيل المثال، قد يعمل تطبيق متعدد الأنظمة الأساسية على لينكس وماك أو إس ومايكروسوفت ويندوز. يمكن تشغيل البرامج متعددة الأنظمة الأساسية على العديد من الأنظمة الأساسية، أو على منصتين فقط. بعض الأطر لتطوير الأنظمة الأساسية المتعددة هي Codename One وArkUI-X وكايفي وكيوت وجتك وفلاتر وNativeScript وزامارين وأباتشي كوردوفا، أيونيك وReact Native.

## المنصات
يمكن أن تشير المنصة إلى المعالج (وحدة المعالجة المركزية) أو أي جهاز آخر يعمل عليه نظام التشغيل (OS) أو التطبيق، أو نوع نظام التشغيل، أو مزيج من الاثنين. ومن الأمثلة على المنصات الشائعة نظام أندرويد الذي يعمل على معمارية آرم. ومن بين المنصات المعروفة الأخرى لينكس / يونكس وماك أو أس وويندوز، وكلها متعددة المنصات. يمكن كتابة التطبيقات بالاعتماد على ميزات منصة معينة - سواء الأجهزة أو نظام التشغيل أو الآلة الافتراضية (VM) التي تعمل عليها. على سبيل المثال، منصة جافا هي منصة VM شائعة تعمل على العديد من أنظمة التشغيل وأنواع الأجهزة.

## الأجهزة
يمكن أن تشير منصة الأجهزة إلى بنية مجموعة التعليمات. على سبيل المثال: معمارية آرم أو معمارية إكس 86. يمكن لهذه الأجهزة تشغيل أنظمة تشغيل مختلفة.
تعمل الهواتف الذكية والأجهزة اللوحية بشكل عام على معمارية آرم، وهي تعمل غالبًا بنظام أندرويد أو آي أو إس وأنظمة تشغيل الهواتف المحمولة الأخرى.
يمكن أن تكون منصة البرمجيات إما نظام تشغيل (OS) أو بيئة برمجة التطبيقات، على الرغم من أنها في أغلب الأحيان عبارة عن مزيج من الاثنين. باستثناء جافا، الذي يستخدم آلة افتراضية مستقلة عن نظام التشغيل (VM) لتنفيذ شيفرة بايت جافا. بعض منصات البرمجيات هي:
- أندرويد (ARM64)
- نظام التشغيل كروم أو إس (ARM32، ARM64، IA-32، x86-64)
- البنية التحتية للغة المشتركة (CLI) من مايكروسوفت، تم تنفيذها في:
  - الأقدم دوت نت فريموورك الذي يعمل فقط على مايكروسوفت ويندوز.
  - الأحدث إطار عمل نواة دوت نت الذي يعمل عبر أنظمة مايكروسوفت ويندوز وماك أو أس ولينكس .
  - تنفيذات أخرى مثل مونو (سابقًا بواسطة نوفل وزامارين[5] )
- هارموني أو أس (ARM64، RISC-V، x86، x64، وLoongArch)
- آي أو أس (ARMv8-A)
- آي باد أو إس (ARMv8-A)
- جافا
- لينكس (ألفا، ARC، معمارية آرم، C-Sky، Hexagon، LoongArch، m68k، Microblaze، MIPS، Nios II، OpenRISC، PA-RISC ، PowerPC، RISC-V، s390 ،SuperH، SPARC، إكس 86، Xtensa)
- Microsoft C إلى P-Code (1980-1982: العديد من البنيات والأنظمة)
- ماك أو إس x86، ARM ( أبل سيليكون )
- مايكروسوفت ويندوز (IA-32،إكس 86-32، معمارية آرم، ARM64)
- بلاي ستيشن 4 (إكس 86)، بلاي ستيشن 3 (باور بي سي) وبلاي ستيشن فيتا (معمارية آرم)
- سولاريس (SPARC، إكس 86)
- سبارك
- يونكس (منصات عديدة منذ عام 1969)
- متصفحات الويب - متوافقة في الغالب مع بعضها البعض، وتشغل تطبيقات الويب جافا سكريبت
- إكس بوكس